# Chloropoea hostilia
Chloropoea hostilia är en fjärilsart som beskrevs av Dru Drury 1782. Chloropoea hostilia ingår i släktet Chloropoea och familjen praktfjärilar. Inga underarter finns listade i Catalogue of Life.